# 翼蕊羊耳蒜
翼蕊羊耳蒜（学名：[Liparis regnieri] 错误：{{Lang}}：文本有斜体标记（帮助））为兰科羊耳蒜属下的一个种。

## 扩展阅读
- 維基物種上的相關：翼蕊羊耳蒜